# Exploitation forestière

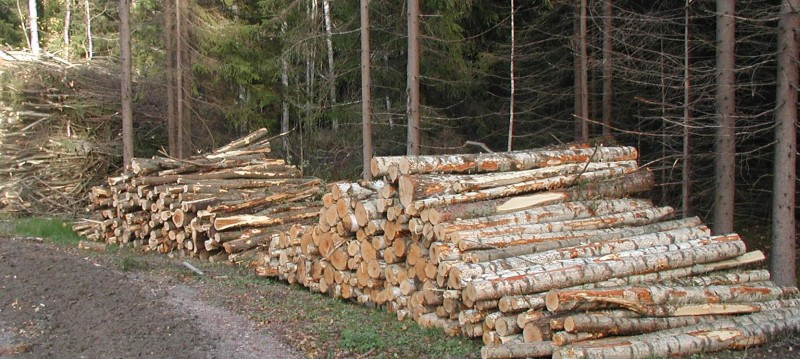
lot de bois façonnés sur une place de dépôt

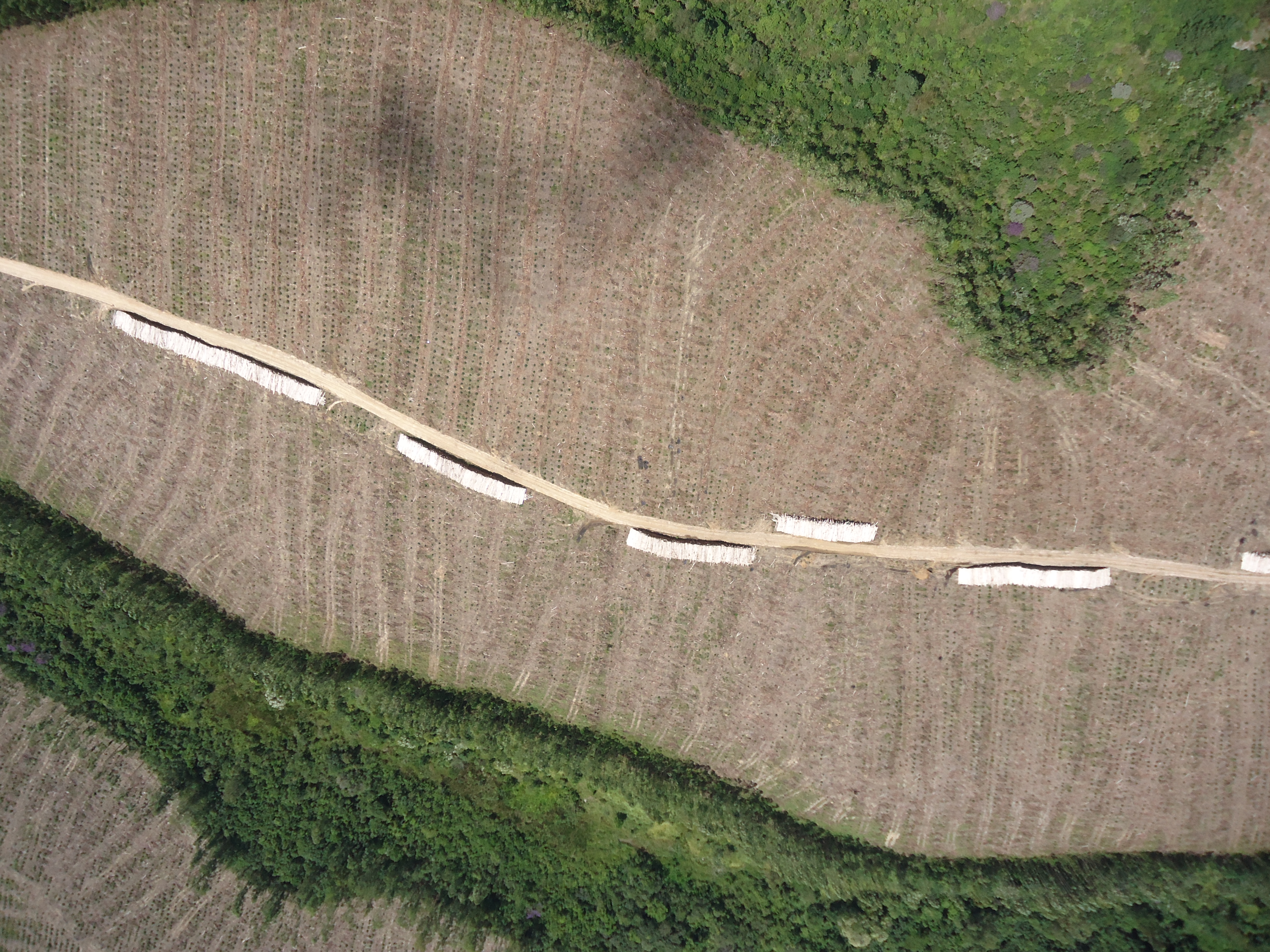
Vue aérienne d'une exploitation de monoculture d'arbre par coupe rase à partir d'une route forestière, avec places de dépôts

L’exploitation forestière est un processus de production s’appliquant à un ensemble d’arbres en vue de leur acheminement vers un site de valorisation. L'exploitation est souvent réalisée dans le cadre de l'application d'un aménagement forestier.

## Processus
Il existe 2 types de coupes dans les peuplements forestiers :
- Les coupes de régénération,
  - par coupe rase en une fois de tous les arbres, ou
  - par coupes progressives en plusieurs fois d'une partie des arbres sur plusieurs années (successivement, coupe d'ensemencement, puis coupe(s) secondaires(s) et enfin coupe définitive)
- les coupes d'amélioration, par éclaircies consistant en une coupe sélective des arbres pour leur donner plus d'espace (diminution de la densité) ; lors des éclaircies, les arbres malades sont aussi enlevés : ce sont les coupes sanitaires (elles peuvent être réalisées hors des éclaircies programmées pour assainir le peuplement vis-à-vis d'un ravageur)

### Opérations

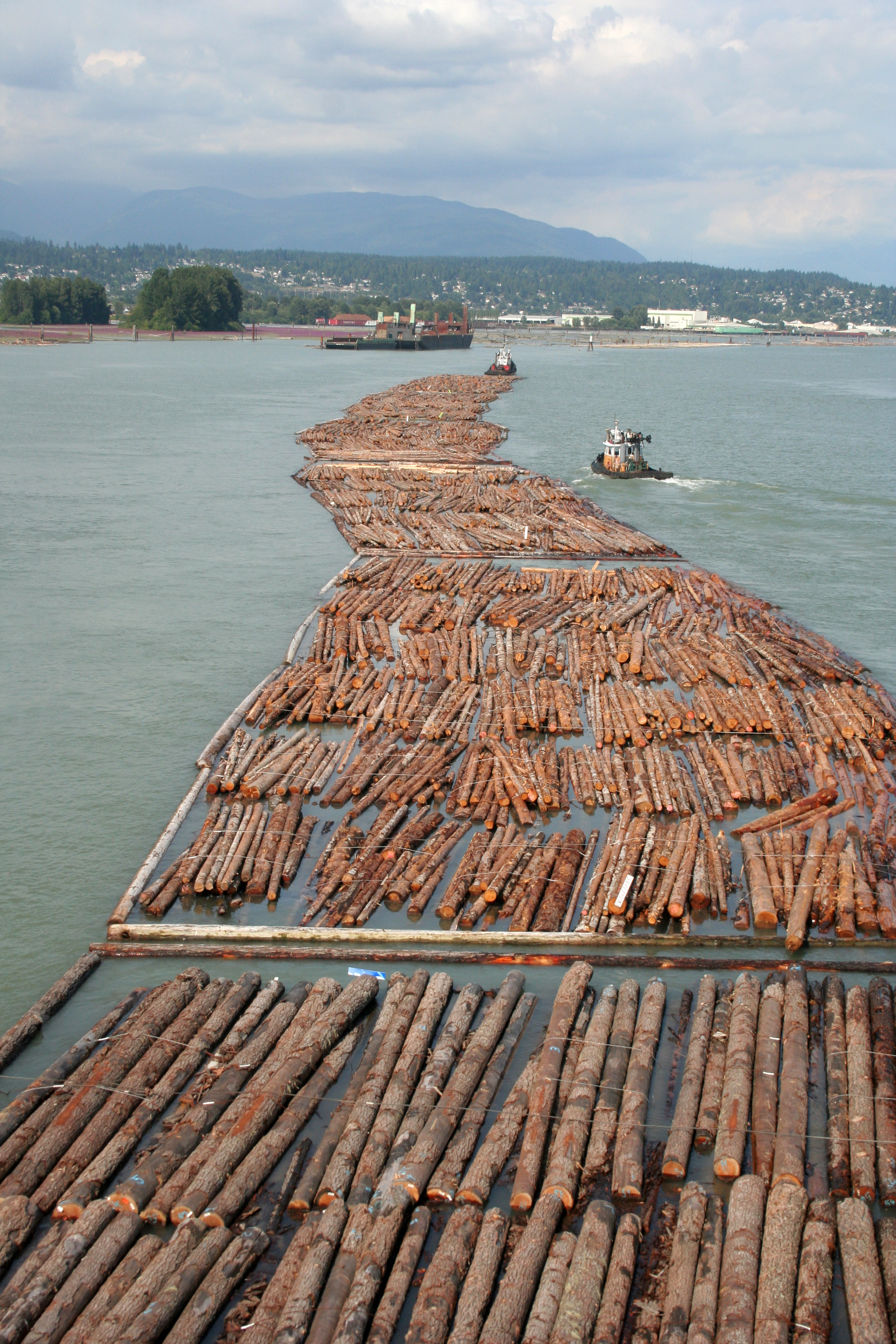
Transport par flottage de grume à Vancouver

Une récolte de bois comprend généralement les opérations suivantes (mais pas nécessairement dans l'ordre donné) :
Préabattage
- Planification : calendrier et cartographie de travaux, préparation des accès et de l'aménagement de la récolte de bois.
- Autorisation : Notification au public, évaluation environnementale, paiement de taxes.
- Commercialisation : Beaucoup de propriétaires fonciers emploient leurs propres bûcherons, tandis que d'autres louent ou vendent le droit d'exploitation à une compagnie forestière.
- Accès : Chemin d'exploitation, camps forestiers, zones de dépôt avec stations de pesée sont construits si nécessaire.
- Marquage : Les zones ou arbres devant être récoltés sont clairement identifiés.

Opération d'abattage
- Abattage : L'arbre sur pied est coupé à l'aide d'une tronçonneuse ou d'une abatteuse. Le transport de grumes peut être aidé de sapi.
- Façonnage : L'arbre transformé est ébranché pour former une grume et éventuellement tronçonné en billons.
- Débardage : Le bois est déplacé de la souche à une place dépôt. Des engins peuvent tirer, transporter ou débusquer. Un système de câble peut tirer les grumes jusqu'à la zone de dépôt. Il peut aussi être transporté par hélicoptère (très rare).
- Transport : Le bois est transporté de la place de dépôt à une unité de transformation (scierie, papeterie…) ou un port, en général par camion grumier ; le transport se fait aussi par train, par flottage vers l'aval d'un cours d'eau ou tiré par bateau.

Post-abattage
- Brûlage : Dans certains contextes, le brûlage des débris de l'abattage et autre bois réduit des futurs risques d'incendie (mais en privant le sol de matière organique) ;
- Dessouchage : il est parfois pratiqué pour préparer une plantation mécanique ;
- Reboisement :
  - par régénération naturelle souvent par coupes progressives (voir ci-dessus) ;
  - par régénération artificielle : épandage à la volée ou mécaniquement (semis) de graines ou mise en place manuelle ou mécanique de plants d'arbres (plantation).
- Dégagement : élimination de la végétation concurrente pour faciliter la croissance des semis ou des plants ;
- Dépressage : travaux d'éclaircie des jeunes peuplement trop serrés souvent à partir de cloisonnements ;
- protection des routes : L'érosion et les glissements de terrain dus à de vieilles routes d'exploitation peuvent être considérablement réduits en gérant les eaux de ruissellement (drains, barrages à eau…) et en repoussant le matériel excavé tel qu'il était à l'origine.

### Méthodes de récoltes
Les opérations d'abattage peuvent être effectuées selon trois méthodes :
En grande longueur
Les arbres sont abattus puis ébranchés et éhoupés sur place. La grume est alors transportée dans la zone de dépôt où elle est tronçonnée et chargée sur un camion. Cette méthode laisse les rémanents sur la zone de coupe.
En arbre entier
Les arbres sont abattus et transportés directement en zone de dépôt où seulement ils seront ébranchés et tronçonnés. Cette méthode laisse une grande quantité de rémanents sur la zone de dépôt.
En bois court
Les arbres sont abattus, ébranchés, tronçonnés et triés sur la zone de coupe, laissant les branches et le houppier dans la forêt.

### Débardage

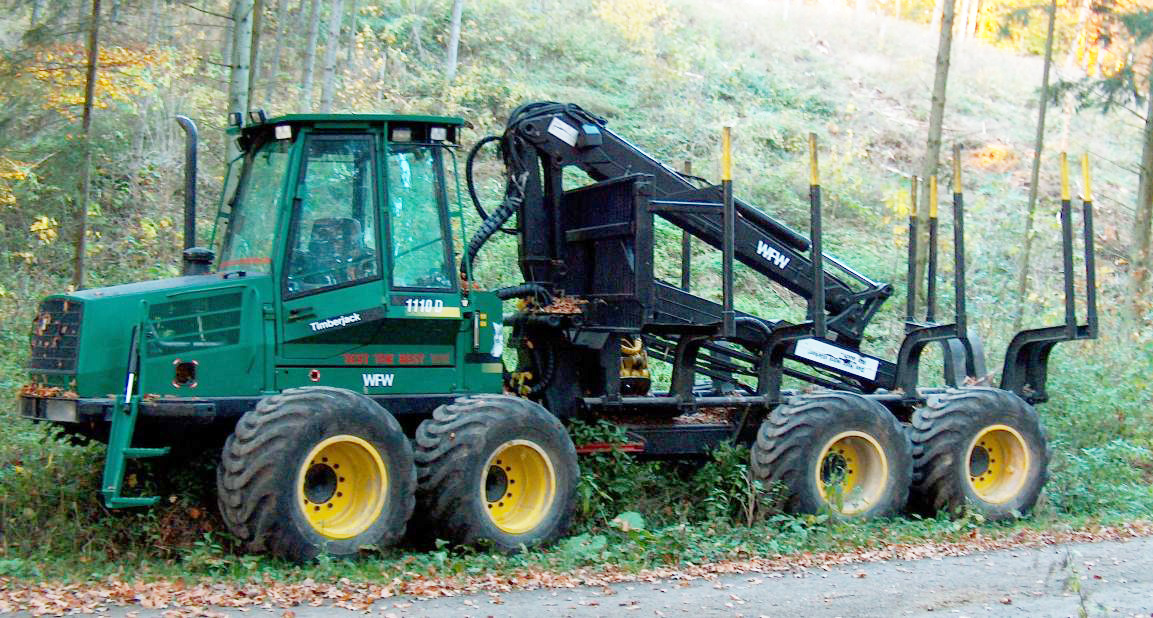
Porteur forestier

Le débardage consiste à prendre en charge les arbres (entiers ou sous forme de billons) depuis le lieu de coupe jusqu’à l’aire de dépôt. Dans certaines situations, il s'effectue en deux temps et on distingue alors le débusquage et la « vidange ».
La première étape (débusquage) consiste à tirer le tronc jusqu'à la piste ou jusqu'au câble porteur. Cette étape n'a pas toujours lieu en Europe, mais elle est quasiment systématique en Afrique. Dans les forêts tropicales, on utilise pour la réaliser des machines du type bulldozer Caterpillar D7G. Ensuite, la vidange, consistera à amener la grume jusqu'à un lieu accessible aux camions.
Le débardage est essentiellement mécanisé, mais le cheval est localement encore en service par exemple dans les Ardennes belges où l’on compte environ 350 chevaux de débardage. En Asie, l’éléphant ou les bœufs sont aussi utilisés.
Toujours parmi les techniques au sol, on compte le dévaloir qui sert en montagne. Le principe consiste à mettre en place une sorte de « toboggan géant » par lequel les billons peuvent descendre.
La vidange peut se faire par les airs à l’aide de câbles (téléphérage, technique utilisée en cas de forte pente ou de sols à faible portance).
De manière marginale, l’hélicoptère est utilisé dans les zones de montagnes pour les bois de haute qualité mais est la méthode la moins rentable.

### Opérations sur aires de dépôt ou bord de route
- Manutention des produits (découpe, tri…).
- Traitements de préservation.

## Chemins forestiers
Les chemins forestiers sont construits pour fournir un accès à la forêt pour l'exploitation forestière et d'autres opérations de gestion. Ce sont généralement des chemins en terre.
Ces chemins jouent des rôles multiples dans les massifs forestiers. Ils sont un moyen de valorisation de la forêt en offrant un accès aux engins d'exploitation et aux bûcherons, pour les coupes de bois ou les éclaircies puis pour le reboisement. Les agents forestiers les utilisent également pour surveiller l'évolution des peuplements, réaliser des inventaires… Ces chemins sont très utiles pour la lutte contre les feux de forêt. Le public peut également les utiliser pour des promenades et découvrir la richesse de l'écosystème.
La construction de ces chemins, surtout sur les pentes raides, peut augmenter l'érosion et les glissements de terrain, ce qui augmente la sédimentation en aval. Les chemins sont généralement la plus importante source de sédiments des opérations d'exploitations, qui peut continuer longtemps après la fin des opérations dans la zone. Cependant, des méthodes sont souvent utilisées pour limiter ces effets telle la construction de fossés. La déconstruction de ces routes implique de restaurer l'habitat naturel, et est généralement plus cher que le coût de la construction.

## Impact environnemental

### Impacts négatifs

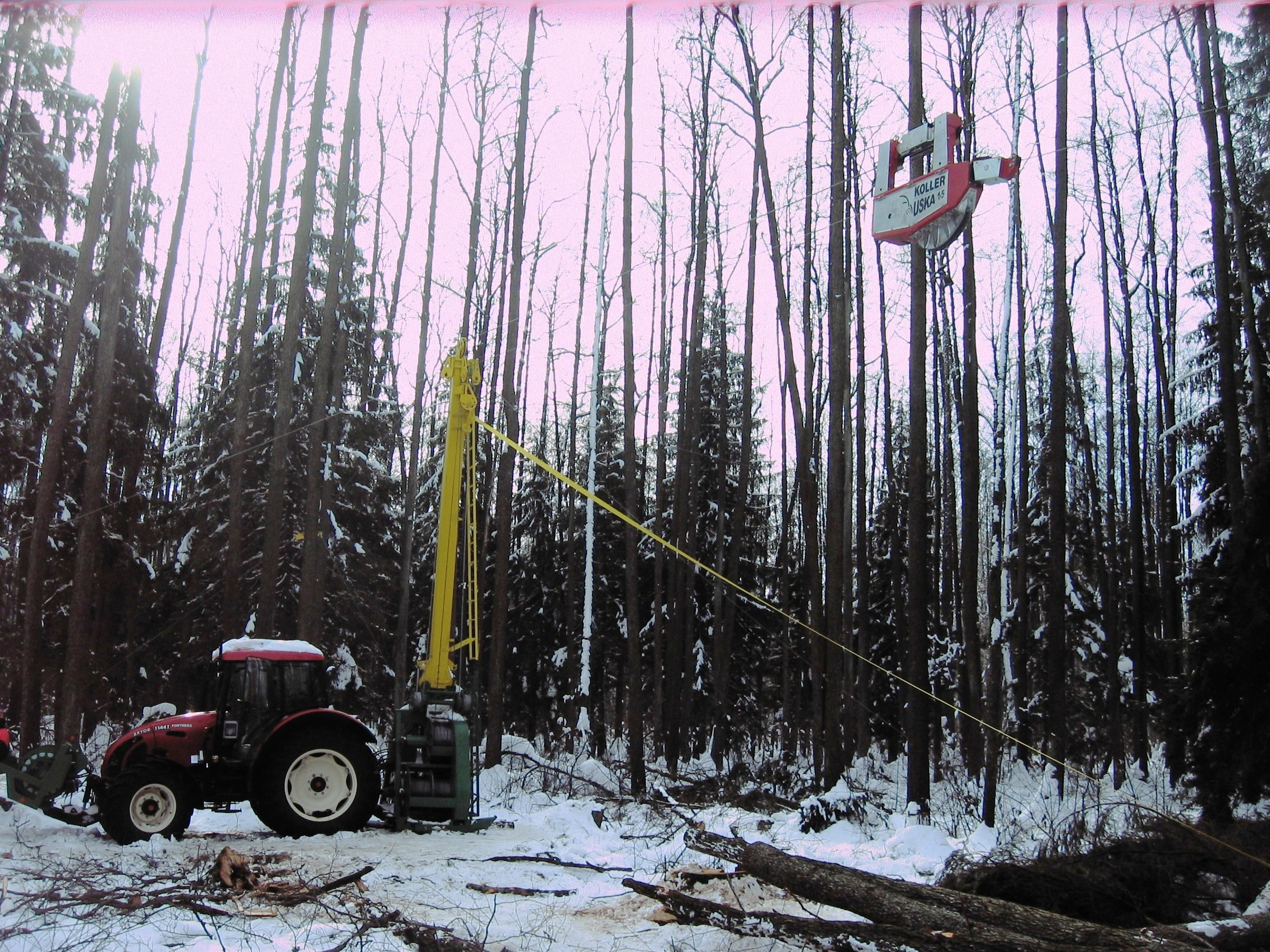
Le débardage par câble peut être utilisé sur les sols sensibles. Sur la photo, câble-mât Larix Lamako.

L'exploitation forestière affecte négativement l'environnement de plusieurs points de vue (d'autant plus qu'elle est intensive) :
- en supprimant des arbres qui sont le support de communautés épiphytes, fongiques et animales associées, ce qui altère directement et indirectement la composition spécifique, la structure de la forêt, le terrain, et peut causer un épuisement du sol quand il est fragile ou en forte pente.
- par les perturbations directement causées par les opérations d'abattage (bruit), dérangement, animaux écrasés ou perdant brutalement leur habitat.
- par des impacts indirects (tassement du sol, artificialisation ou dégradation du réseau hydrographique, dérangement, construction de routes, pistes et aires de travail et de débardage)
- par l'artificialisation des forêts, surtout dans le cas des systèmes sylvicoles basés sur les monocultures, les coupes rases et les plantations artificielles
- et parfois en remplaçant les essences autochtones par d'autres essences peu favorables aux biocénoses locales, ou acidifiant ou dégradant les sols. Cette stratégie contribue aussi à réduire le stock génétique au sein des populations d’essences locales.

L'exploitation est souvent associée à un système de cloisonnement et de drainage. Elle peut mener à une perte d'habitats dits patrimoniaux, ou vitaux pour certaines espèces, particulièrement dans les zones écologiquement sensibles. Les machines et engins forestiers les plus lourds peuvent dégrader ou compacter les sols forestiers. L'exploitation sur pente raide peut provoquer une érosion du sol, des glissements de terrain, une turbidité de l'eau et dégrader des habitats particuliers (tels que « forêts de ravin », creuses, etc). Sur sols saturés, elle peut créer des ornières et perturber le drainage (les ornières argileuses pouvant occasionnellement constituer des micro-habitats pour le sonneur à ventre jaune et quelques têtards d'autres espèces, au risque que ceux-ci s'y fassent écraser ou déshydrater si l'eau vient à manquer. L'abattage d'arbres près de cours d'eau peut provoquer l'augmentation de la sédimentation, de la température de l'eau et dégrader l'habitat ripicole.
Une forêt gérée principalement pour la production rapide de bois selon les méthodes "modernes" consistera typiquement en des arbres jeunes, vigoureux et souvent à croissance rapide. Avec le souci de bénéfices à court terme et l'arrivée de profileurs (qui augmentent très fortement les cadences de sciage, mais uniquement pour les bois de faible section), la tendance est partout à une diminution du cycle des révolutions (arbres coupés de plus en plus jeunes, dans une démarche dite de sylviculture dynamique). Une telle gestion supprime les zones caractéristiques de forêts anciennes, comme les vieux arbres, les gros-bois, les arbres sénescents et surtout une quantité suffisante et largement dispersées dans le massif de bois-mort, autant d'éléments requis pour la survie de nombreuses espèces forestières (saproxylophages notamment). La gestion durable de la forêt nécessite que de telles zones et des « gros-bois » soient conservés pour protéger des espèces rares ou en danger, dont beaucoup sont reconnues comme utiles pour la forêt.

### Impacts positifs
L'exploitation forestière peut parfois avoir des effets positifs sur l'environnement ou la sylviculture :
- de petites coupes peuvent provisoirement restaurer des « milieux ouverts » utiles à certaines espèces inféodées à ces milieux,
- la suppression d'arbres endommagés ou malades, en ouvrant la canopée pour accélérer la croissance d'arbres plus petits par leur mise en lumière.
- Les rémanents (branches et autres parties non commercialisables de l'arbre (s'ils sont laissés sur place) fournissent un abri pour une partie de la faune et une source d'humus. De même les broussailles et l'enherbement (quand ils sont conservés assez longtemps) sont une importante source de nourriture pour les herbivores et omnivores, dont le chevreuil, le cerf et le sanglier, qui constituent une part importante des revenus forestiers (locations ou baux de chasse). Ces animaux peuvent toutefois devenir un frein à la régénération forestière s'ils sont trop favorisés dans un contexte où les grands prédateurs ont disparu.
- Pour le sylviculteur, une coupe sélective peut « améliorer » la forêt et apporter un bois de meilleure qualité sur le marché du bois. En zone tempérée, débarder quand il gèle est rendu difficile par les modifications climatiques qui diminuent le nombre de jours de gel, mais de nouvelles avancées en matériels d'exploitation (débardage par câble) permettent - là où et quand ces matériels sont utilisés - de réduire la formation d'ornières et la perturbation physique du sol. Par exemple, de nouvelles abatteuses et porteuses sur pattes sont munies de larges pieds permettant de minimiser la dégradation du sol. Le débardage par câble limite aussi les effets physique du débardage.

## En France
La France a une longue tradition d’exploitation forestière, les archéologues et historiens ayant montré un fort recul de la forêt dès la période gauloise, avec même ensuite de grands défrichements et une surexploitation qui ont fait fortement reculer la forêt du haut Moyen Âge (jusqu'au développement de l’industrie houillère). De Colbert au FFN, de nombreuses initiatives et circonstances ont contribué à un réenforestement de plusieurs régions françaises. Le FFN en particulier a conjugué ses effets à ceux de l’exode rural de l’après-guerre, permettant à la forêt de rapidement regagner de la surface (2,3 millions d’hectares en moins de 40 ans, mais d’une forêt encore jeune et localement très artificialisée à la suite d'aides (alors sans écoconditionnalité) aux monocultures et à l’enrésinement, de la populiculture et de la construction (rien qu’avec les aides du FFN) d’un réseau de plus de 41 000 km de routes et pistes forestières (équivalent en km de plus que le tour de la planète à l’équateur) et à ces routes et pistes volontairement construites en forêt, il faudrait ajouter celles faites sur d’autres fonds (pistes financées par le fonds de développement durable dans les Pyrénées en « zone à ours », dans les années 1990, initiatives autofinancées, aides de communes forestières, régions ou départements, etc. et de nombreux segments de routes, autoroutes, rocades et voies ferrées qui ont aussi et dans le même temps considérablement contribué à fragmenter les massifs forestiers).
Le développement des voies forestières accessibles aux camions et tracteurs de débardage, ainsi que l’augmentation de la surface forestière se sont accompagnés d’une production et d’une productivité accrues, mais une partie du bois exploité part à l’étranger pour une première ou seconde transformation avant parfois d’être racheté en France ; le rapport de prospective Jouvenel concluait en 1977 à la possibilité de développer les industries du bois sur le territoire même.
Selon certains acteurs (de la filière bois ou de la sphère politique) l’exploitation n’a pas non plus quantitativement suivi le rythme de croissance surfacique du reboisement. Alors qu’une majorité du public et de nombreux acteurs associatifs souhaitent la création d’un réseau cohérent de parcs et réserves protégées de l’exploitation forestière sur de plus grandes surfaces, d’autres acteurs estiment qu’on pourrait exploiter plus de bois en France.
Leur point de vue a été en 30 ans notamment porté par plusieurs rapports :
- Le rapport Méo-Bétolaud dès 1978, proposait d’accroître la récolte de 28 à 40 M de m³/an.
- Le rapport Duroure, en 1982, estimait possibilité d’augmenter « … la récolte annuelle de 9 millions de m³… (dont) 6 millions de m³ de bois résineux (40 % de bois d’œuvre, 60 % de bois de trituration) et 3 millions … de bois feuillus.
- Le rapport Bianco, qui en 1998 estimait aussi qu’une partie de l’accroissement de la biomasse ligneuse était plus important que celui de l’exploitation et qu’on pourrait donc tirer plus de revenus de la forêt. Ce point de vue a été tempéré par une chute des prix engendré par la mise sur le marché d’une grande quantité de bois jeté à terre par plusieurs tempêtes.
- un rapport Juillot, publié en 2003, encourageait la filière énergie-bois, qui aurait pu selon ses auteurs consommer le bois des chablis de la tempête Klaus.
- Un document du CGAAER, intitulé « Pour mobiliser la ressource de la forêt française »[2] estimait aussi qu’il y a insuffisante exploitation des forêts de France.

En 2007/2008, lors du Grenelle de l’environnement FNE et la Fédération nationale des communes forestières (FNCOFOR) ont estimé possible et souhaitable une certaine augmentation de la production, mais en tenant compte de la biodiversité, et en visant à moins produire de CO2 et mieux lutter contre l’effet de serre,.
Les professionnels français de l'exploitation forestière sont regroupés au sein du Syndicat des exploitants de la filière bois (SEFB).